# Vén Gábor
Vén Gábor (Kalocsa, 1977. július 31. –) magyar labdarúgó.

## Sikerei, díjai
- Ferencvárosi TC:
  - Magyar labdarúgó-bajnokság bajnok: 2000–01
  - Magyar labdarúgó-bajnokság ezüstérmes: 2001–02